# Zinca Bălcescu
Zinca [Joița] Bălcescu (n. 1788 – d. între 3 și 5 mai 1862, București) a fost o cucoană munteană, mama revoluționarului pașoptist Nicolae Bălcescu. Serdăreasa Zinca Bălcescu deținea moșia Bălcești de la Topolog.

## Biografie
Zinca Bălcescu a fost fiica postelnicelului Tănase Bălcescu, un mic boier muntean, și a Ecaterinei Stoian. În 1811 s-a căsătorit cu pitarul Barbu Petrescu, cu care a avut cinci copii, Costache, Nicolae, Barbu, Maria și Sevastița. După moartea soțului, în 1825, s-a dedicat creșterii copiilor și, mai ales, recuperării unei părți din banii înstrăinați, pe diverse căi, de Barbu Petrescu înainte de moarte. În perioada 1826-1851 a trebuit să se judece cu vecinii și rudele soțului care atentau la proprietățile familiei. 
S-a ocupat de educația fiilor ei și de găsirea unor slujbe care să le permită să-și asigure existența: Costache a ajuns copist la Ministerul de Finanțe, iar Nicolae cadet al Miliției. După înăbușirea Revoluției de la 1848 din Țările Române, prin acțiunea concertată a celor trei imperii vecine (otoman, rus și austriac), cei trei fii ai săi au fost obligați să meargă în exil: Costache și Nicolae în Franța, iar Barbu la Constantinopol, în Imperiul Otoman. Zinca s-a văzut astfel obligată să facă tot posibilul pentru a strânge banii necesari întreținerii acestora. Pentru tratamentul lui Nicolae Bălcescu, grav bolnav, nu a precupețit niciun efort, și-a amanetat moșiile, a împrumutat bani, a vândut din bunuri, totul pentru a strânge suma de 3.300 de galbeni necesari ameliorării sănătății acestuia. Și-a revăzut ultima dată fiul, considerat persona non grata pe teritoriul Țării Românești, la Turnu-Nicopole, pe 28 august 1852, cu trei luni înainte ca acesta să moară.
După decesul lui Nicolae, Zinca s-a retras la moșia de la Bălcești, unde a murit la vârsta de 74 de ani. A fost înmormântată, alături de soțul ei, la Biserica Icoanei din București.